# Dark Paradise
«Dark Paradise» — пісня американської співачки і авторки пісень Лани Дель Рей для її другого студійного альбому Born to Die (2012).  Трек написала сама Дель Рей, а також Рік Новелс. Продюсуванням займався Еміль Хейні. Пісня була офіційно випущена 1 березня 2013 року на Universal і Vertigo Records як шостий і останній сингл з Born to Die, а найперша версія вийшла разом із самим альбомом у 2012 році.
Композиція отримала переважно неоднозначні відгуки критиків, багато хто критикував її мелодраматичне виконання. Помітно менш успішний, ніж інші сингли з альбому, «Dark Paradise» зумів отримати певний комерційний успіх у Центральній Європі, ввійшовши в п'ятірку найкращих хітів у Польщі. Сингл можна почути в епізоді серіалу «Первородні», що є спін-офом «Щоденників вампіра».

## Передісторія та реліз
В інтерв'ю у червні 2012 року Дель Рей заявила, що не випускатиме пісню як сингл, але сказала, що має плани випустити кліп у вересні 2012 року. Тим не менш, музичне відео на трек так і не було випущено, і 29 січня 2013 року було офіційно заявлено, що пісня «Dark Paradise» буде випущена як сингл. Композиція офіційно стала п'ятим синглом з альбому в Австрії та Німеччині й шостим в Швейцарії.

## Композиція
Спочатку Лана зробила демо-запис пісні, що містить інший текст, під час роботи над Born to Die. Ця версія була записана 24 вересня 2011 року в Нью-Йорку та спродюсована Бйорном Ітлінгом.
Пісня має схоже звучання з іншими піснями з Born to Die. Композиція містить чоловічий бек-вокал з живого виконання пісні «Mary Jane» Ріка Джеймса, який також можна почути в чотирьох інших треках з альбому :«Lolita», «Blue Jeans», «Without You» і «National Anthem». Її темп становить 120 ударів на хвилину, що робить її однією з найшвидших пісень на альбомі. Тональність пісні — До ♯ мінор.
Billboard прокоментував лірику пісні: «Лана Дель Рей знову заявляє про свою вічну любов до свого коханця», додавши, що мелодія пісні «схожа на спогади в піснях Мадонни, випущених у 80-х».

## Критичне сприйняття
Пісня отримала неоднозначні відгуки критиків, більшість з них критикували її мелодраматичне виконання й повторюваність.
Billboard дав негативну рецензію на пісню, заявивши, що «настає втома», коли ця пісня з’являється в альбомі, і що вона була б погана, навіть якщо б Лана ніколи не випускала свої хіти «Blue Jeans» та «Video Games».
Джеймі Гілл з BBC Music використав цю пісню як приклад того, чому Born to Die неідеальний, а Девід Едвардс із Drought in Sound сказав, що «Dark Paradise» та «Carmen» є найгіршими треками альбомі.
З іншого боку, багато критиків вважали, що ця пісня є «дійсно видатним елементом в альбомі». Los Angeles Times назвав сингл одним з найкращих треків в кар'єрі Лани разом із «Video Games» і «Summertime Sadness».

## Учасники запису
- Лана Дель Рей — вокал, авторка пісні.
- Рік Ноуелс — автор пісні, гітара.
- Еміль Хейні — продакшн, ударні, клавішні.
- Ларрі Голд — аранжування  і диригування.
- Стів Тірпак — струнні.
- Марія Відаль — додатковий вокал.
- Патрік Воррен — камерні струнні.
- Деврім Караоглу — додаткові синтезатори, оркестрові барабани, автор радіоміксу.
- Менні Маррокін, Ерік Мадрид і Кріс Галланд — зведення.
- Джон Девіс — мастеринг.
- Бйорн Ітлінг— написання пісні, продюсування (демо-версія 1).